# Садове (Тузлівська сільська громада)
Садо́ве — село Тузлівської сільської громади, у Білгород-Дністровському районі Одеської області України. Населення становить 123 осіб.

## Населення
Згідно з переписом УРСР 1989 року чисельність наявного населення села становила 157 осіб, з яких 68 чоловіків та 89 жінок.
За переписом населення України 2001 року в селі мешкали 123 особи.

### Мова
Розподіл населення за рідною мовою за даними перепису 2001 року:
| Мова       | Відсоток |
| ---------- | -------- |
| українська | 86,99 %  |
| російська  | 11,38 %  |
| болгарська | 0,81 %   |
| гагаузька  | 0,81 %   |

## Відомі особистості
- Юлія Марушевська — український суспільний діяч.